# Octave Nitkowski
Pour les articles homonymes, voir Nitkowski.
Octave Nitkowski, né le 18 juin 1996 à Arras, est un avocat, ancien blogueur et essayiste français.

## Biographie
Octave Nitkowski naît le 18 juin 1996 à Arras, dans le Pas-de-Calais. Il grandit à Rouvroy. Descendant de mineurs, il se définit d'ailleurs lui-même comme un « fils du bassin minier ». Il suit sa scolarité dans des établissements scolaires classés ZEP au terme de laquelle il obtient le baccalauréat économique et social. À la rentrée 2013, il entre en double-licence à Sciences Po Paris et à l'université Paris-IV, puis il poursuit ses études à l'université Paris-Panthéon-Assas. Depuis 2021, il est avocat.
En 2025 il est l'avocat de la communauté religieuse de Riaumont.

### Brève carrière médiatique
En avril 2012, il décide de créer un blog, dans lequel il chronique le duel des législatives qui oppose Jean-Luc Mélenchon à Marine Le Pen à Hénin-Beaumont. Il est à l'origine de la révélation de l'affaire du faux tract en arabe de Mélenchon. Au lendemain des législatives, à la demande de la rédaction de Libération, il commence la rédaction d'un autre blog, dans lequel son objectif est de « donner la parole aux habitants d'Hénin-Beaumont ».
En décembre 2013, il publie aux éditions Jacob-Duvernet un essai intitulé Le Front national des villes et le Front national des champs, dans lequel il s’intéresse aux nouvelles stratégies engagées par le Front national à Hénin-Beaumont, et aux conséquences nationales qu’elles représentent.
Cet ouvrage suscite la controverse car il révèle l'homosexualité des élus frontistes Steeve Briois et Bruno Bilde. La parution est d'abord interdite par décision du Tribunal de grande instance de Paris. Mais le 19 décembre 2013, la cour d'appel de Paris infirme le jugement de première instance, et autorise les mentions concernant l'orientation sexuelle de Steeve Briois. S’appuyant sur une décision de la Cour européenne des droits de l'homme, la Cour de cassation estime, le 11 juillet 2018, que l’atteinte à la vie privée peut être considérée comme secondaire par rapport à la nécessité d’informer le public de l'homosexualité de Steeve Briois, celle-ci étant d’après elle d’« intérêt général ». En 2015, Steeve Briois perd à nouveau un procès contre Octave Nitkowski, et se trouve condamné à verser à ce dernier 2 500 euros de frais d'avocat.

## Ouvrage
- Le Front national des villes et le Front national des champs, Paris, Jacob-Duvernet, 2013, 185 p. (ISBN 978-2-84724-524-0, SUDOC 178840610).